# Герб Татарбунар
Герб Татарбунар, міста у Одеській області, затверджений 30 грудня 2011 року.

## Опис герба
Сучасний герб являє собою заокруглений щит, перетятий синім та зеленим. У першому полі — срібна мурована фортеця з двома вежами, яка супроводжується зверху золотим сонцем. У другому полі — три золотих ключі у зірку, з яких середній бороздкою вниз. Круглі кільця ключів мають синю внутрішність.
Щит обрамований декоративним картушем і увінчаний срібної міською короною з трьома вежами.